# Anton Steinmaier
Anton Steinmaier (Goisern, 1881 – Goisern, 19 marzo 1928) è stato un alpinista austriaco, con il fratello gemello Felix, fu tra i più dotati alpinisti austriaci della sua epoca per tecnica, numero e qualità delle vette scalate.

## Biografia
Anton e il fratello gemello Felix Steinmaier nacquero a Goisern nel 1881 e fin da giovani si dedicarono all'alpinismo sportivo; insieme intrapresero numerose escursioni sulle montagne locali: le loro scalate preferite erano le pareti e le cime del Gosaukamm. Alla loro attività sportiva si attribuisce tutta una serie di prime salite, spesso condivise con Hains Reinl e Paul Preuss. Il 24 maggio 1920 i gemelli furono i primi sclatori della Torre Nord dell'Angerstein (Weitkarturm).
Alpinisti entusiasti,  l'esplorazione del ghiacciaio del Dachstein fu a loro particolarmente a cuore. Nel 1913 la famiglia Stenmaier acquistò la baita Dachstein ("Dachsteinhäusl") a Engleiten. Nello stesso anno iniziarono con la costruzione nel loro giardino del modello in scala del monte Dachstein compresi ghiacciai e rifugi. I lavori durarono diversi anni perché furono utilizzate solo pietre naturali, che dovevano avere un aspetto quanto più vicino possibile alla realtà. Dopo la loro scomparsa, Il rilievo del ghiacciaio del Dachstein venne amorevolmente curato dai loro discendenti e costituiva un'attrazione turistica per tutti coloro che si recavano a Lauffen e passavano accanto al manufatto. Il rilievo rappresenta il ghiacciaio del Dachstein intorno al 1900. Nel 2020 il signor Leopold Schiendorfer di Pernegg decise di salvare il modello causa la vendita del giardino,  lo smontò e lo ricostruì davanti a casa sua. Ora tutti i passanti possono ammirare quest'opera interessante e bella, probabilmente unica.
Nella prima guerra mondiale i due gemelli combatterono nelle Dolomiti, dove prestarono servizio come sottufficiali nel corpo degli Alpenjäger dell'esercito. I due alpinisti morirono in età relativamente giovane. Felix soffrì di pericardite e morì nel 1924 all'età di 43 anni. Il minatore Anton morì quattro anni dopo di polmonite nel 1928. Nel cimitero cattolico di Bad Goisern c'è un'immagine e un'iscrizione sulla lapide. Sulle montagne del Dachstein gli infopoint ricordano la vita sportiva dei due eccellenti alpinisti.

## I gemelli Steinmaier, Hans Reinl e Paul Preuss sul Freyaturm
Il 15 giugno 1913 l'ingegnere Hans Reinl, Paul Preuss e gli allora trentaduenni fratelli gemelli Felix e Anton Steinmaier scalarono ufficialmente per la prima volta il Freyaturm. Per fare questo i tre alpinisti, provenienti dal Großer Donnerkogel,  scelsero la via attraverso un camino a nord della vetta. Dopo una discesa in corda doppia alta 10 m., raggiungero il punto più alto aggirando sul lato sinistro la frastagliata torre di cresta.
Tre mesi dopo, esattamente il 28 settembre 1913, avvenne la prima ascensione dello spigolo NE. Uno dei migliori free climbing di tutti i tempi, il leggendario dr. Paul Preuss, insieme ad Anton Steinmaier, salì direttamente dalla “Schafstelle”, una fascia sul versante NE, su un terreno molto difficile e infine un po' a sud della cresta fino alla vetta. Allo stesso tempo fu effettuata la prima traversata del Großer Donnerkogel da nord a sud-ovest. La parete alta 550 m. è ancora considerata una salita molto difficile ed estrema.
Durante l'impresa Paul Preuss e Anton Steinmaier si trovarono in grave pericolo di vita quando la persona che saliva davanti a loro cadde due volte. Il giorno successivo Paul Preuss scalò da solo lo Schafkogel, un'altra prima salita nel Gosaukamm. Quattro giorni dopo, il 3 ottobre 1913, Paul Preuss morì sul bordo nord-est del Mandlkogel durante uno dei suoi tipici tentativi in solitaria. Diverse furono le spedizioni che partirono il 2 ottobre 1913 alla ricerca dell'alpinista scomparso Preuss, ma dovettero abbandonare le ricerche senza alcun risultato. Anton Steinmaier e la guida Hans Hüdl Aussee furono i primi a recarsi al rifugio Krautgartenhütte e da lì raggiunsero la malga Scharwandalm, dove trovarono lo zaino e il sacco a pelo di Paul Preuss abbandonati. Ciò diede loro la certezza che la persona che cercavano doveva trovarsi sulle pareti de Gosaukamm per scalare il bordo settentrionale del Mandlkogl.

## Carriera alpinistica
Prima salita del percorso, vertice, itinerario:
- Picco principale dell'Angerstein	 Fianco nord occidentale (1913)
- Torre Nord dell'Angerstein (Weitkarturm)	 da sud (22 maggio 1920)
- Cima sud dell'Angerstein	 Fianco nordoccidentale (1913)
- Dachstein	 Muro nord-est (10 ottobre 1920)
- Donnerkogel Grande	 Cresta di collegamento dalla Freyaturm (15 giugno 1913)
- Flachkogel Cresta Nordest (09.09.1913)
- Freyaturm	 Bordo nord-est (28 settembre 1913)
- Freyaturm	 Cresta di collegamento dal Großer Donnerkogel (15 giugno 1913)
- Gamsriesenturm	 da sud-est (1913)
- Gredlkogel	 da sud (15 agosto 1922)
- Großwand (Monti del Dachstein)	 Parete nord-ovest (29 giugno 1912)
- Grosswandeck Hohes	 Parete nord (13 agosto 1911)
- Grummetkopf posteriore	dal Vorderen Grummetkopf (5 ottobre 1913)
- Grummetkopf posteriore	da est (5 ottobre 1913)
- Grummetkopf davanti	 Bordo ovest (5 ottobre 1913)
- Hoßwandgrat Eccedente (16 agosto 1919)
- Parete del Kopfwand Bordo nord-ovest (5 ottobre 1913)
- Manndlkogel settentrionale	 Bordo sud-ovest (24 agosto 1913)
- Ochsenkogel Hoher - vetta principale	 Cresta nordoccidentale (16 agosto 1919)
- Sammetkopf	 Cresta sud-est (5 ottobre 1913)
- Scharwandeck	 da sud-est (spiaggia sud-est) (07.09.1913)
- Scharwandspitz (Monti del Dachstein)	 Fianco occidentale (7 luglio 1912)
- Scharwandturm	 Cresta sud-est (giardino di collegamento dallo Scharwandspitz) (7 luglio 1912)
- Taubenkogel	 Pilastro Nord Occidentale (04.06.1905)
- Wasserkarturm	 Cresta Sud (7 luglio 1912)
- Cima principale dello Zahringkogel	 Parete nord
- Zahringzahn occidentale da ovest (21 giugno 1914)